# 구진법
구진법(九進法, nonary)은 9를 밑으로 하는 기수법이다. 0부터 8까지의 숫자를 이용한다. 3의 배수를 밑으로 한다는 점에서 삼진법과 비슷하다.
9를 사용하는 N진법은 십진법부터다.

## 표기
구진법에서는 사용하는 숫자가 0부터 8까지이며 8의 다음인 구는 "10"이 된다.
따라서, 십진법 10 (십)은 11 (구일), 십진법 11(십일)은 12 (구이), 십진법 12(십이)는 13 (구삼) ...로 이어 십진법 18(십팔)이 20 (이구)가 된다. 이후의 수가도 십진법 27 (이십칠)는 30 (삼구), 십진법 36 (삼십육)는 40 (사구), 십진법 49 (사십구)는 54 (오구사), 십진법 64 (육십사)는 71 (칠구일)로, 십진법 81 (팔십일)이 100, 십진법 100 (백)가 121이된다.
구진법에서는 "10 = 32" 이되는 "3의 멱 승수" 진법이므로, 다른 표기법과는 엄연히 다른 성질을 가진다. 다음 표에 "2의 멱 승수"진수 인 십육진법 (10 = 24), "3의 배수" 진수인 육진법 (10 = 2×3), "5의 배수"진수 인 십진법 (10 = 2×5) 과의 대비를 보여준다.
| 구진법 | 구진법의 분해          | 십육진법 | 육진법 | 십진법 | 소견           |
| ------ | ---------------------- | -------- | ------ | ------ | -------------- |
| 11     | 1×9 + 1                | A        | 14     | 10     | -              |
| 13     | 1×9 + 3                | C        | 20     | 12     | -              |
| 17     | 1×9 + 7                | 10       | 24     | 16     | 24             |
| 20     | 2×9                    | 12       | 30     | 18     | -              |
| 27     | 2×9 + 7                | 19       | 41     | 25     | 52             |
| 30     | 3×9                    | 1B       | 43     | 27     | 3              |
| 34     | 3×9 + 4                | 1F       | 51     | 31     | 소수 (수론)    |
| 36     | 3×9 + 6                | 21       | 53     | 33     | -              |
| 40     | 4×9                    | 24       | 100    | 36     | 2×32           |
| 54     | 5×9 + 4                | 31       | 121    | 49     | -              |
| 71     | 7×9 + 1                | 40       | 144    | 64     | 26             |
| 100    | 1×92                   | 51       | 213    | 81     | 34             |
| 121    | 1×92 + 2×91 + 1        | 64       | 244    | 100    | -              |
| 285    | 2×92 + 8×91 + 5        | EF       | 1035   | 239    | 소수 (수론)    |
| 314    | 3×92 + 1×91 + 4        | 100      | 1104   | 256    | 28             |
| 438    | 4×92 + 3×91 + 8        | 167      | 1355   | 359    | 소수 (수론)    |
| 500    | 5×92                   | 195      | 1513   | 405    | -              |
| 600    | 6×92                   | 1E6      | 2130   | 486    | -              |
| 764    | 7×92 + 6×91 + 4        | 271      | 2521   | 625    | 54             |
| 1000   | 1×93                   | 2D9      | 3213   | 729    | 36             |
| 1331   | 1×93 + 3×92 + 3×91 + 1 | 3E8      | 4344   | 1000   | -              |
| 1700   | 1×93 + 7×92            | 510      | 10000  | 1296   | 24×34          |
| 2725   | 2×93 + 7×92 + 2×91 + 5 | 800      | 13252  | 2048   | (212)9         |
| 3000   | 3×93                   | 88B      | 14043  | 2187   | 37             |
| 5000   | 5×93                   | E3D      | 24513  | 3645   | F (3×5)의 배수 |
| 5551   | 5×93 + 5×92 + 5×91 + 1 | 1000     | 30544  | 4096   | (213)9         |
| 10000  | 1×94                   | 19A1     | 50213  | 6561   | 38             |

### 배수 판정법
"10"이되는 구은 3의 2 승이므로 3의 배수는 일의 자리가 3 또는 6 또는 0 중 하나가된다.
또한 구 진법라도 육진법또는 십진법과 같은 배수 판정이 가능하다. 10-1 = 8 = 23되기 때문에, 각 자릿수의 합이 8의 배수이면 8의 배수이다. 2의 배수에 대해서도 각 자릿수의 합이 2의 배수이면 2의 배수가된다. 또한 2 자리 5의 배수는 자리의 차이가 0 또는 5된다.
2의 배수, 4의 배수, 8의 배수
- 17 （24） →　1+7 = 8
- 48 (십진법44) → 4+8 = 13, 1+3 = 4
- 132  (십진법 110) → 1+3+2 = 6

5의 배수
- 27 （52） →　7-2 = 5
- 55 (십진법 50) → 5-5 = 0

### 소수의 표기
구진 소수를 여러의 소인수를 가지는 위치 기수법으로 변환하는 경우에는 구진수에 그 역수를 곱한 수치가된다.
- 구진법 0.1 (3-2)
  - 육진법 0.04 → 4를 곱합니다.
  - 십이진법 0.14 → 14(12) = 17(9)를 곱합니다.
  - 십오진법 0.1A → 1A(15) = 27(9)를 곱합니다.
  - 십팔진법 0.2 → 2를 곱합니다.
- 구진법 0.01 (3-4)
  - 육진법 0.0024 → 24(6) = 17(9)를 곱합니다.
  - 십이진법 0.0194 → 194(12) = 314(9)를 곱합니다.
  - 십오진법 0.02BA → 2BA(15) = 764(9)를 곱합니다.
  - 십팔진법 0.04 → 4를 곱합니다.
- 구진법 0.0001 (3-8)
  - 육진법 0.00001104 → 1104(6) = 314(9)를 곱합니다.
  - 십이진법 0.00031B14 → 31B14(12) = 108807(9)를 곱합니다.
  - 십오진법 0.0007AB1A → 7AB1A(15) = 654747(9)를 곱합니다.
  - 십팔진법 0.000G → G(18) = 17(9)를 곱합니다.

## 가분성
구는 3의 멱 수이므로 팔과 십육 등 2의 멱 승수와는 성격이 정반대가된다. 2의 멱 승수 인 십육진법가 "산성"이다에 대해 3의 멱 승수 인 구진법은 십육진법을 중화하기 때문에 "염기성"이라고 할 수 있다.
십육진법은 1/2 = 0.8, 1/3 = 0.5555…, 1/4 = 0.4, 1/5 = 0.3333 ..., 1/8 = 0.2과 같이, 인수가 2의 멱 승수 뿐이므로, 2에서만 나눌 수없는 (홀수 분할 수 없다). 수열도 2의 멱 승수에 의해 건너 뛰는되기 때문에 3 씩또는 5 씩과 같은 홀수는 매우 진행이 나쁘다.
반대로, 구진법은 1/2 = 0.4444... 1/3 = 0.3, 1/4 = 0.2222..., 1/5 = 0.1717…, 1/8 = 0.1111...과 같이, 인수가 3의 멱 승수 뿐이므로 3에서만 나눌 수없는 (짝수 분할 수 없다). 이하, 1/3은 0.3, 2/3은 0.6, 1/9은 1/10 = 0.1, 3-3은 1/30 = 0.03, 3-4은 1/100 = 0.01, 3-5은 1/300 = 0.003, 3-6은 1/1000 = 0.001된다. 수열도 3 씩 의 진행이 매우 원활하다.
1/2이 나누어 떨어지지 않아도 1/3이 나누어 떨어지는 때문에, 이진법와 십육진법은 "A 또는 B 중"밖에 낳을 수없는 결함을 가지고 있지만, 삼진법와 구진수는 "A라도 B라도 아니고 C"라는 가치관을 창출 할 수 있다.
또한 구진법은 10-1 = 8 = 23이되므로 2-6은 1/71 = 0.01234568... 되어, 8 자리가 순환한다. 이것은 십진법에는 10-1 = 9 = 32으로 3-4가 1/81 = 0.012345679...로되어  9 자리가 순환하는 것과 같다. 1/2이 나눌 수없는 위치 기수법 중 2-n (2의 멱 승수의 역수)의 순환 절이 가장 짧은 것은 구진법이다. 마찬가지로 3-n (3의 멱 승수의 역수)라고 십진법이,  5-n (5의 멱 승수의 역수) 라고 육진법이 각각 순환 절이 가장 짧아진다.

## 같이 보기
- 3의 거듭제곱
- 삼진법
- 십육진법